# .338 Edge
338 Edge (.338/300 Ultra Mag, .338 Ultra Cat) es un cartucho de rifle Wildcat desarrollado sobre el casquillo del .300 Remington Ultra Magnum cuyo cuello ha sido modificado para aceptar proyectiles de 0.338" de diámetro.  logrando ganar cierta popularidad como opción para tiros de largo alcancedebido a la amplia disponibilidad de proyectiles de 0.338" que tienen un alto coeficiente balístico . Por ejemplo, el proyectil Sierra Match King tiene un coeficiente balístico de 0,765  y es una opción popular para los tiradores 338 Edge.[cita requerida]

## Diseño
El 338 Edge es similar en balística al .338 Lapua Magnum, pero se puede alojar en un mecanismo estándar sin modificaciones, lo que lo convierte en un cartucho atractivo para tiradores que buscan el alto rendimiento del .338 Lapua Magnum sin requerir un mecanismo especial.
El nombre "338 Edge" fue acuñado por Shawn Carlock durante su trabajo con el wildcat en 2001 para distinguir el cartucho del (entonces nuevo) ligeramente más corto 338 Remington Ultra Magnum . 